# Myuchelys bellii
Espèce
Synonymes
- Phrynops bellii Gray, 1844
- Elseya bellii (Gray, 1844)
- Wollumbinia bellii (Gray, 1844)

Statut de conservation UICN

 EN B1+2c : En danger
Myuchelys bellii est une espèce de tortue de la famille des Chelidae.

## Répartition
Cette espèce est endémique d'Australie. Elle se rencontre dans le bassin Murray-Darling en Nouvelle-Galles du Sud et dans l'extrême Sud du Queensland.

## Étymologie
Cette espèce est nommée en l'honneur de Thomas Bell.

## Publication originale
- Gray, 1844 : Catalogue of Tortoises, Crocodilians, and Amphisbaenians in the Collection of the British Museum. British Museum (Natural History), London, p. 1-80 (texte intégral).